# Dekanat kłodawski
Dekanat kłodawski – jeden z 33 dekanatów rzymskokatolickiej diecezji włocławskiej.

## Historia
Do początku XIX wieku dekanat kłodawski należał do archidiecezji gnieźnieńskiej. W tym czasie w jego skład wchodziło osiemnaście parafii: Bierzwienna, Błonie, Borysławice Kościelne, Chodów, Dąbie, Dąbrowice, Dzierzbice, Grabów, Grzegorzew z filią Chełmno, Kłodawa, Krośniewice, Mazew, Miłonice, Pieczew, Rdutów, Siedlec, Sobótka i Umień.
30 czerwca 1818 r., na mocy bulli Ex imposita Nobis papieża Piusa VII przeniesiono go do archidiecezji warszawskiej. Do 1864 r. w jego skład wchodziło dziesięć parafii: Kłodawa, Bierzwienna, Borysławice, Chełmno, Dąbie, Dzierzbice, Grzegorzew, Pieczew, Rdutów i Umień. Później został zniesiony, a tworzące go parafie przyporządkowano do dekanatu łęczyckiego. W 1920 r. dekanat kłodawski został przywrócony (z wyjątkiem parafii Dzierzbice i Rdutów), przyłączono go do nowo utworzonej diecezji łódzkiej, a w 1925 r. do diecezji włocławskiej.
W 1927 r. z dekanatu wyłączono parafię Grzegorzew, a w 1928 r. parafię Chełmno. 1 stycznia 1931 r., decyzją biskupa włocławskiego Karola Radońskiego, dekanat kłodawski został zniesiony, a przynależące do niego parafie włączone do dekanatu kolskiego. 
11 listopada 1952 r. biskup włocławski Franciszek Korszyński wyłączył z granic dekanatu kolskiego parafie: Kłodawa, Bierzwienna, Borysławice, Chełmno, Dąbie, Pieczew i Umień oraz z dekanatu włocławskiego parafię Przedecz, jednocześnie przywracając dekanat kłodawski. W 1981 r. utworzona została parafia Barłogi, a w 1994 r. parafię Chełmno włączono do nowo utworzonego dekanatu kolskiego II.

## Parafie
W skład dekanatu wchodzą następujące parafie:
- parafia św. Rocha w Barłogach
- parafia św. Dominika w Bierzwiennie Długiej
- parafia Wniebowzięcia NMP w Borysławicach Kościelnych
- parafia św. Mikołaja w Dąbiu nad Nerem
- parafia Wniebowzięcia NMP w Kłodawie
- parafia św. Rozalii w Pieczewie
- parafia Świętej Rodziny w Przedczu
- parafia św. Michała Archanioła w Umieniu

## Władze dekanatu
- Dziekan - ks. prałat dr Artur Niemira, proboszcz parafii w Kłodawie
- Wicedziekan - ks. kanonik Marcin Filas, proboszcz parafii w Dąbiu nad Nerem